# أنابيل واليس
أنابيل واليس (بالإنجليزية: Annabelle Wallis)‏، ولدت في 5 سبتمبر 1984 في أكسفوردشير في المملكة المتحدة هي ممثلة إنجليزية. اشتهرت بتجسيد دور الملكة (جين سيمور) في المسلسل التاريخي أسرة تيودور الذي تم عرضه على شبكة شوتايم، كما لعبت دور ميا فورم في فيلم الرعب أنابيل، إضافة إلى ظهورها في مسلسل بيكي بلايندرز بدور رئيسي من خلال لعبها دور غرايس بورغيس، وفي فيلم الأكشن لسنة 2017 المومياء بدور جيني هالسي.

## سيرتها المهنية
في البرتغال، شاركت أنابيل في عدة أفلام قصيرة قبل أن تنتقل إلى لندن لمتابعة مسارها السينمائي، حيث ظهرت في العديد من الإعلانات. وفي سنة 2009، تألقت واليس في تجسيدها لدور الملكة سومير في مسلسل الدراما شوتايم أسرة تيودور برفقة الممثل الأيرلندي جوناثان ريس مايرز. وقد حلت في هذا الدور، كبديل للممثلة أنيتا برايم التي تركت الدور في الموسم الثاني للمسلسل. وفي عام 2011، ظهرت في دور ثانوي بفيلم رجال-إكس: الدرجة الأولى. أما في الفترة الممتدة من 2013 إلى 2016، فقد لعبت دور البطولة في مسلسل الجريمة بيكي بلايندرز على قناة بي بي سي مع كل من كيليان مورفي وسام نيل. وفي سنة 2017، قامت بلعب دور البطولة جنبا إلى جنب مع الممثل الشهير توم كروز في تجسيدها لدور جيني هالسي عالمة الآثار في فيلم المومياء.

## حياتها الشخصية
ولدت واليس في مدينة أكسفورد، لكنها أمضت جزءا كبيرا من طفولتها في البرتغال. تتحدث واليس البرتغالية بطلاقة، وشيء من الإسبانية والفرنسية، وهي تقيم حاليا في لندن.

## فيلموغرافيا
| السنة | العنوان                 | العنوان                          | الدور        | ملاحظات     |
| السنة | بالعربية                | بالإنجليزية                      | الدور        | ملاحظات     |
| ----- | ----------------------- | -------------------------------- | ------------ | ----------- |
| 2008  |                         | Body of Lies                     |              |             |
| 2011  |                         | W.E.                             | أرابيلا غرين |             |
| 2011  | رجال-إكس: الدرجة الأولى | X-Men: First Class               | آيمي         |             |
| 2012  | بياض الثلج والصياد      | Snow White and the Huntsman      | سارة         |             |
| 2013  |                         | en:Hello Carter                  | كيلي         |             |
| 2014  | أنابيل                  | Annabelle                        | ميا فورم     |             |
| 2015  | سيف الثأر               | Sword of Vengeance               | أنابيل       |             |
| 2016  |                         | Grimsby                          | لينا سميت    |             |
| 2016  |                         | Come and Find Me                 | كلير         |             |
| 2016  |                         | Mine                             | جايني        |             |
| 2017  |                         | King Arthur: Legend of the Sword | مايد ماجي    |             |
| 2017  | المومياء                | The Mummy                        | جيني هالسي   |             |
| 2017  | آنابيل: التكوين         | Annabelle: Creation              | ميا فورم     | لقطات أرشيف |
| 2018  | تاغ                     | Tag                              | ريبيكا       |             |

## وصلات خارجية
- أنابيل واليس على موقع IMDb (الإنجليزية)
- أنابيل واليس على موقع روتن توميتوز (الإنجليزية)
- أنابيل واليس على موقع ألو سيني (الفرنسية)
- أنابيل واليس على موقع ميوزك برينز (الإنجليزية)
- أنابيل واليس على موقع أول موفي (الإنجليزية)
- أنابيل واليس على موقع قاعدة بيانات الأفلام السويدية (السويدية)
- أنابيل واليس على موقع ديسكوغز (الإنجليزية)
- أنابيل واليس على موقع قاعدة بيانات الفيلم (الإنجليزية)
- أنابيل واليس على موقع كينوبويسك (الروسية)

.